# Jasenná (okres Zlín)
Obec Jasenná se nachází v okrese Zlín ve Zlínském kraji, zhruba 5,5 km severovýchodně od Vizovic. Žije zde 945 obyvatel.

## Historie
O osídlení území dnešní Jasenné v době předhistorické svědčí ojedinělé nálezy z doby bronzové i halštatské i žárové hroby lidu popelnicových polí.
První písemná zmínka o obci pochází z roku 1468. Jasenná patřila k vizovickému panství a její osudy s ním byly vždy spojovány. V roce 1567 koupil vizovické panství Zdeněk Kavka Říčanský z Říčan u Prahy, který na svém panství horlivě prosazoval evangelické vyznání. Ke svým poddaným se choval velmi tvrdě, avšak zasadil se o povýšení Vizovic v roce 1570 na město a nechal postavit zámek zvaný Nový Smilheim.
Poddanské poměry byly takové, jako na ostatních vesnicích vizovského panství. Roku 1585 bylo v Jasenné 33 usedlostí, 8 pololánů, 16 čtvrtlánů, 7 podsedků a mlýn. Dle urbáře z roku 1775 bylo v Jasenné dědičné fojství na čísle 60. Později rozděleno na 3 selské usedlosti, číslo 60, 71 a 125. Byl to mlýn, při němž byla i pila, ale na nestálé vodě.
V roce 1574 koupila panství Anna Kropáčka z Nevědomí, která povolila obsazovat faru jen kněžími evangelického vyznání. V tomto období působili téměř na všech farách v okolí evangeličtí duchovní. Evangelíci se těšili z náboženské svobody až do roku 1594, kdy panství koupil Emerich Dóczy, který začal potlačovat náboženské svobody. V roce 1777 byli poddaní vyzváni k písemnému přiznání své víry. Do poloviny května 1777 se přihlásilo k protestantství 60 obcí.
Větší část obyvatel se živila zemědělstvím – polním hospodářstvím, chovem dobytka a ovocnářstvím. Ještě na přelomu 19. a 20. století zde bylo velmi rozšířeno salašnictví. V katastru obce bývalo až 18 salaší po 100 až 200 ovcí. Na salaši býval bača, který se zabýval přípravou žinčice, a valach s honákem, kteří ovce pásli.
V době po první světové válce začala část místních obyvatel jezdit za zaměstnáním do okolních průmyslových podniků – do Vsetína, ale hlavně do Baťovy obuvnické továrny ve Zlíně.

## Sport a turistika
V Jasenné existuje fotbalový klub SK Jasenná, který v současnosti hraje soutěž okresní přebor. Fungují tu i mladší žáci a přípravka.
V okolí Jasenné se rozkládají Vizovické vrchy, které se táhnou kolem všech okolních obcí. Nad obcí se v nadmořské výšce 635 metrů nachází 38metrová rozhledna Vartovna (patří do katastru obce Seninka). Z Jasenné k ní vedou dvě ze značených tras KČT.
Nejvýznamnějším turistickým cílem v obci je Národní kulturní památka Mikuláštíkovo fojtství. Tento objekt byl vystavěn v roce 1748 a řadí se k památkám karpatské architektury na Moravě. Dnes je v něm soukromé muzeum, které připomíná život na valašské vesnici a historii obce Jasenná. NKP Mikuláštikovo fojtství je v soukromých rukou potomků fojtovského rodu Mikuláštíků.
Kolem Jasenné je možné se vydat po Portášské naučné stezce od rozhledny Vartovna až k fojtství, které bývalo portášskou stanicí a dále k soše Portáše z roku 1941, která připomíná slavnou portášskou tradici v obci. Portáši byli strážci hranic panství a zároveň ochraňovali životy a majetky lidí.
Od sochy Portáše se po další naučné stezce lze vydat na Oškerovy paseky – místo, které připomíná represi nacistů v konci druhé světové války vůči civilnímu obyvatelstvu. Rodina Oškerů byla za pomoc partyzánům vyvražděna. Dnes je zde umístěn malý památník připomínající tuto tragickou událost.

## Pamětihodnosti
- Kostel svaté Maří Magdaleny
- Evangelický kostel
- Mikuláštíkovo fojtství – národní kulturní památka
- Přírodní památka Průkopa
- Lípy u kostela v Jasenné, památné stromy

## Galerie

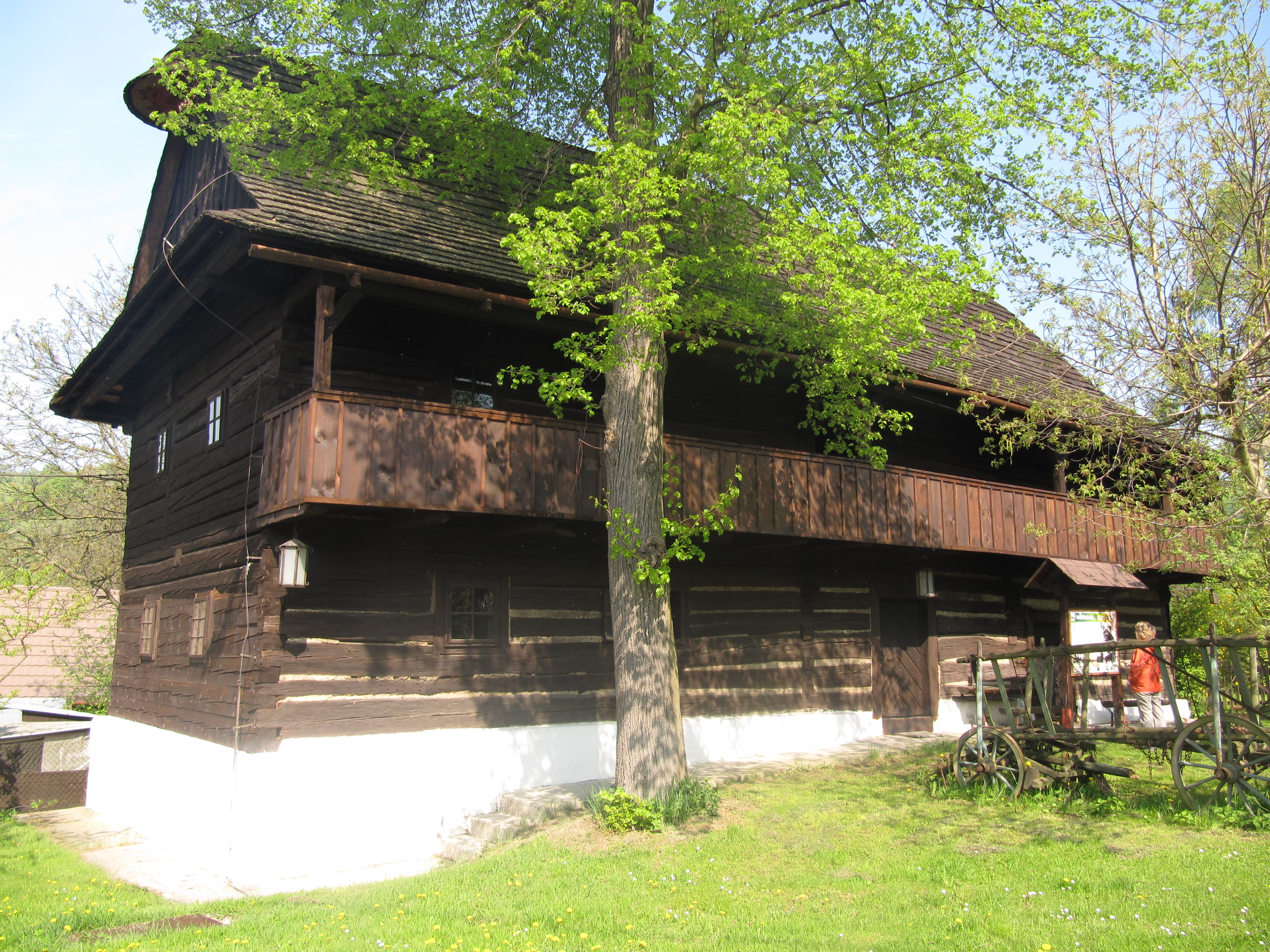
Mikuláštíkovo fojtství - Národní kulturní památka
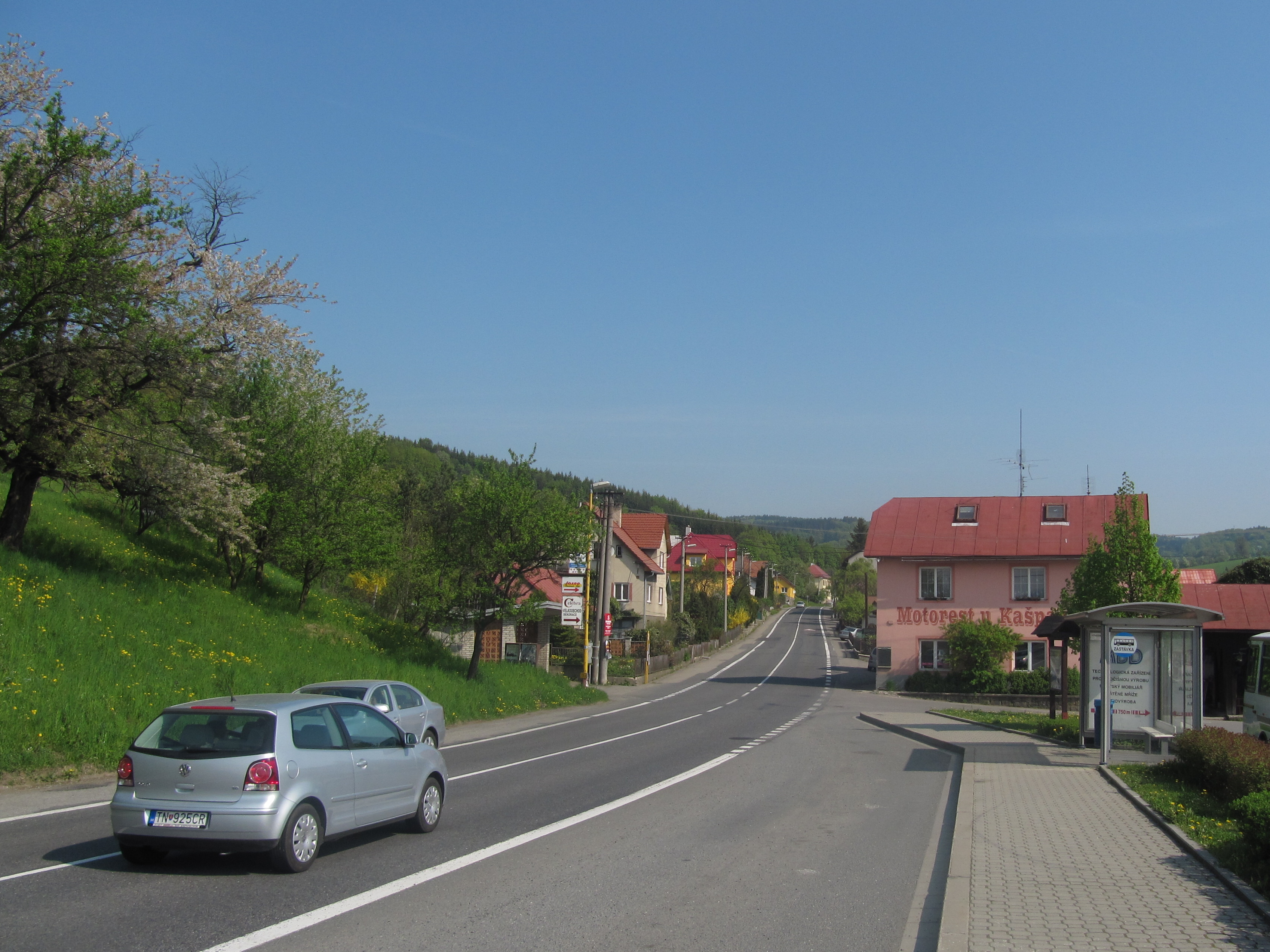
Průjezdní silnice I/69 (Vizovice–Vsetín)
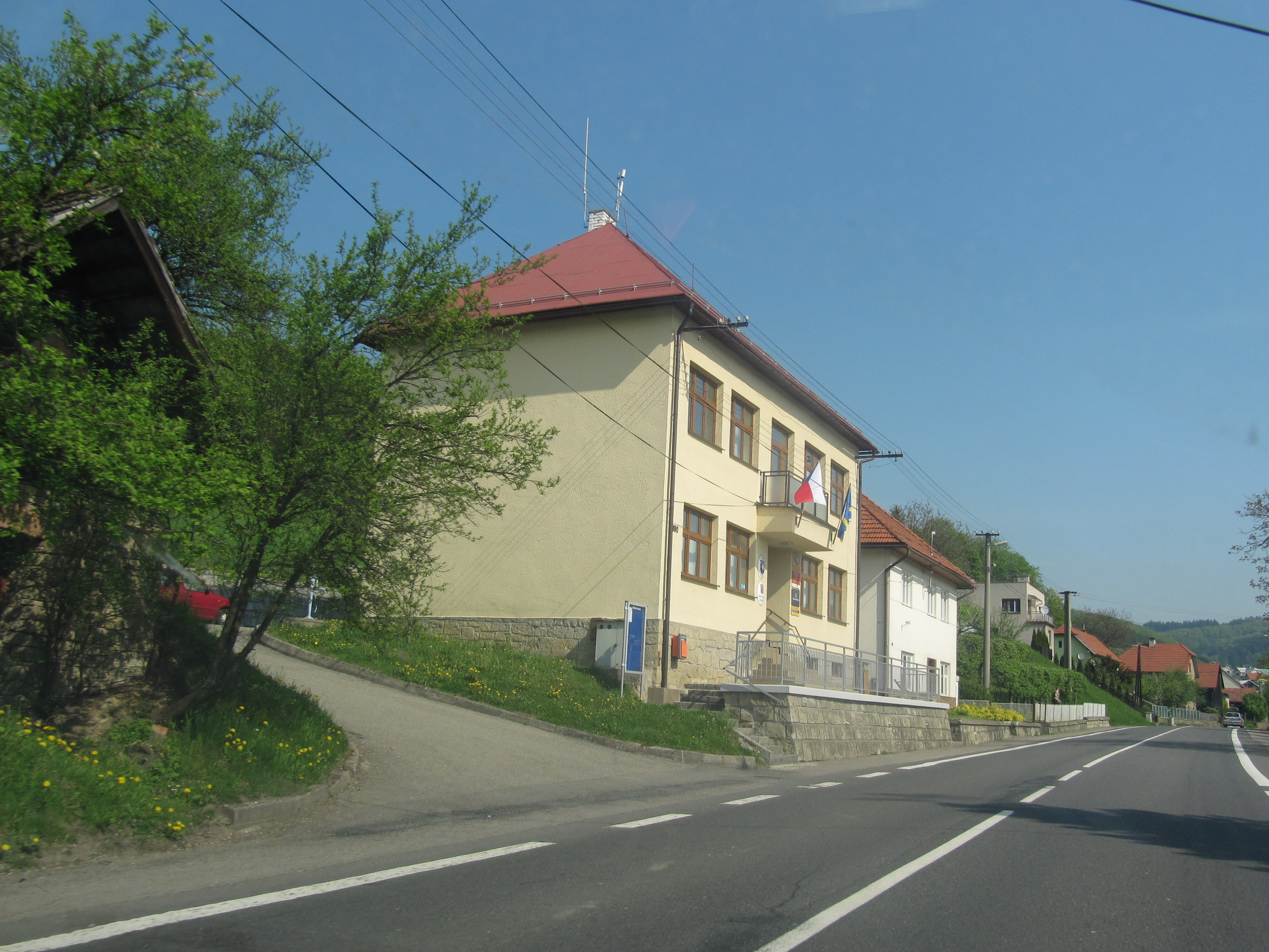
Obecní úřad
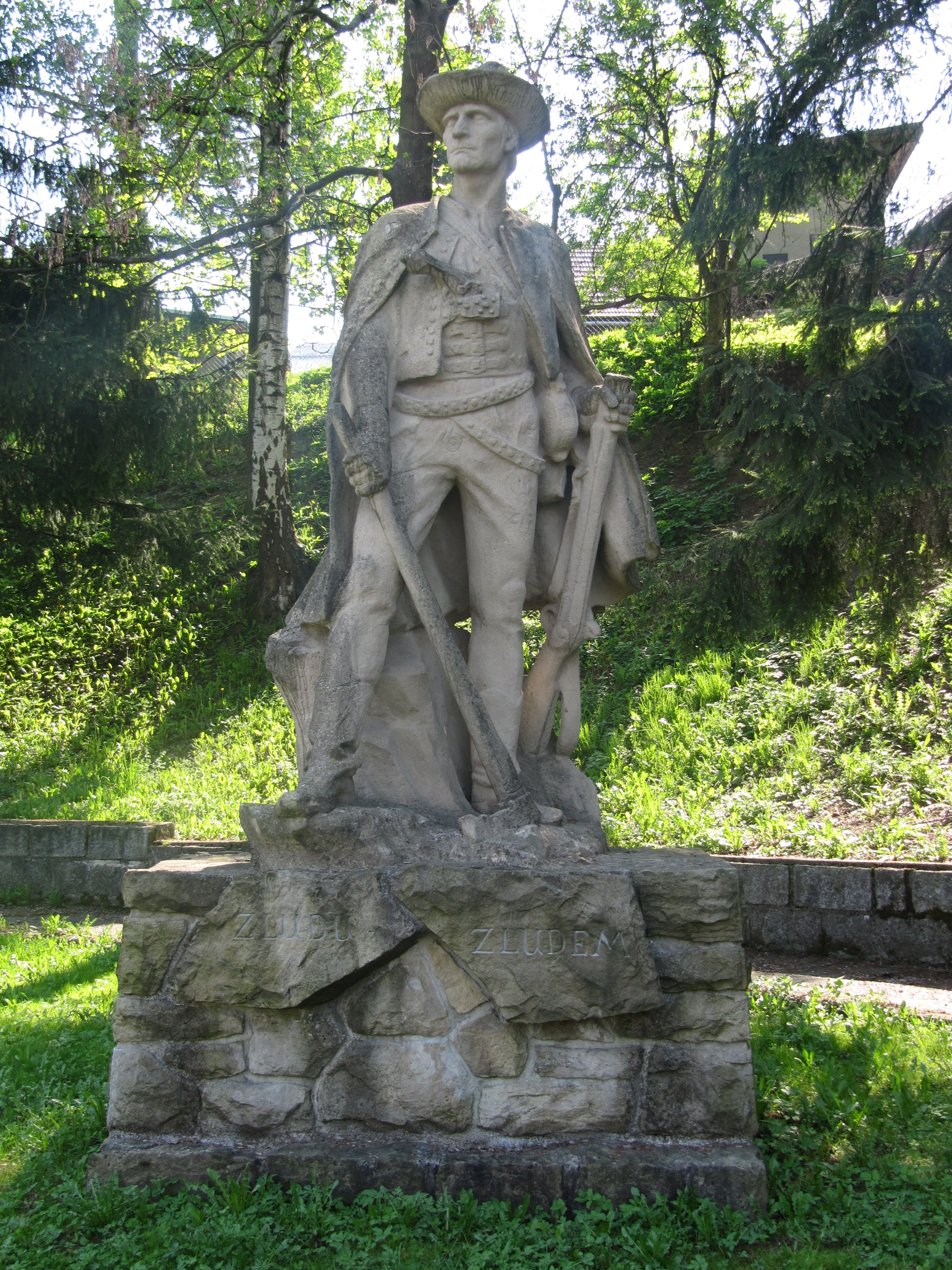
Socha portáše